# Isidro Carnicero
Isidro Carnicero Leguina (ur. 1736 w Valladolid, zm. 23 marca 1804 w Madrycie) – hiszpański malarz, rzeźbiarz i rytownik.

## Życiorys
Pochodził z rodziny o tradycjach artystycznych, jego ojciec Alejandro Carnicero i brat Gregorio Carnicero byli rzeźbiarzami, a przyrodni brat Antonio Carnicero był malarzem. Rozpoczął szkolenie w warsztacie ojca w Salamance, gdzie studiował także gramatykę i filozofię. Kiedy w 1750 jego rodzina przeniosła się do Madrytu, kontynuował studia rzeźbiarskie pod kierunkiem Felipe de Castro. W 1753 w pierwszym ogólnym konkursie zwołanym przez nowo utworzoną Królewską Akademię Sztuk Pięknych św. Ferdynanda zdobył nagrodę II klasy za rzeźbę. Rok później zdobył nagrodę w kategorii malarskiej. Po śmierci ojca w 1756 musiał zaopiekować się swoją macochą i młodszymi braćmi, a także ukończyć dzieła ojca. W 1760 otrzymał stypendium Akademii na wyjazd do Rzymu. Wrócił do Hiszpanii w kwietniu 1766 i tego samego roku został członkiem Akademii.
W Muzeum Prado zachowała się płaskorzeźba Carnicera Appolo i Muzy należąca do alegorycznej serii zleconej wielu rzeźbiarzom. Płaskorzeźby miały zdobić nadproża w galeriach Pałacu Królewskiego w Madrycie.